# Diego Soria
Diego Manuel Soria Carlos (* 20. November 1993 in Montevideo) ist ein uruguayischer Fußballspieler.

## Karriere
Der 1,76 Meter große Torhüter Soria gehörte in der Spielzeit 2013/14 dem Profikader von Liverpool Montevideo an. In der Folgesaison ist keine Kaderzugehörigkeit für ihn verzeichnet. In der zweiten Januarhälfte 2015 wechselte er zu El Tanque Sisley. Auch dort blieb er ohne Profieinsatz. Anfang März 2017 verpflichtete ihn der Zweitligist Villa Teresa. Dort debütierte er am 15. April 2017 in der Segunda División, als er bei der 0:1-Auswärtsniederlage gegen die Mannschaft von Central Español im Parque Palermo von Trainer Carlos Rodao in die Startelf beordert wurde. In der laufenden Saison 2017 kam er bislang (Stand: 20. August 2017) zweimal in der zweithöchsten uruguayischen Spielklasse zum Einsatz.